# مطار بربرة
مطار بربرة الدولي (إياتا: BBO، إيكاو: HCMI) (بالصومالية: Madaarka Caalamiga ah ee Berbera)‏ هو مطار في مدينة بربرة الواقعة في محافظة الساحل الشمالي الغربي في أرض الصومال. وخضع المطار لأعمال ترميم وأعيد افتتاحه في 20 نوفمبر 2021.

## خلفية تاريخية
يصل طول مدرج مطار بربرة إلى 4,140 م (13,580 قدم) ويعتبر أحد أطول المدارج في القارة الإفريقية.  أنشأ الاتحاد السوفيتي المطار في منتصف السبعينيات لمواجهة الوجود العسكري للولايات المتحدة في المنطقة.  واستأجرتها قبل وكالة ناسا بتكلفة 40 مليون دولار أمريكي سنويًا لاستخدام المطار كموقع هبوط طارئ لمكوك الفضاء في الفترة ما بين 1980 و1991 عندما انهارت حكومة الرئيس الصومالي السابق سياد بري.
في عام 2012 تعاقدت وزارة الطيران المدني في أرض الصومال مع شركة Tekleberhan Ambaye Construction Plc (TACON) بالتعون مع شركة Afro-Tsion للمقاولات والاستثمار لترميم وبناء مرافق جديدة لمطار بربرة.
في مارس 2015 افتتح رئيس أرض الصومال أحمد محمد محمود رسميًا مبنى المطار الجديد، بحضور مسؤولين من جيبوتي وإثيوبيا واليمن، بعد توسيع المطار ، وإنشاء مرافق جديدة، وطريق إسفلتي يؤدي إلى المدرج، وبناء سياج حول المطار بطول 12 كـم (7.5 ميل). 
في عام 2019 أعلنت الإمارات العربية المتحدة عن خطط لتطوير مطار بربرة بعد زيارة استمرت ستة أيام قام بها رئيس أرض الصومال موسى بيهي عبدي إلى الإمارات العربية المتحدة، وفازت شركة Transport Infrastructure Services Limited (TISL) التي تتخذ من دبي مقراً لها بمشروع الترميم، وافتُتح المطار بعدها في 20 نوفمبر 2021. 

## شركات الطيران والوجهات
في نوفمبر 2021 بدأت الخطوط الجوية الإثيوبية تسيير رحلاتها من وإلى مطار بربرة، كما سيّرت كل من خطوط أفريكان إكسبريس الجوية وطيران دالو رحلاتها من وإلى المطار قبل ذلك. 